# یان-ویلم گابریلز
یان-ویلم گابریلز (انگلیسی: Jan-Willem Gabriëls؛ زادهٔ ۲۱ ژانویهٔ ۱۹۷۹) قایقران روئینگ اهل پادشاهی هلند است.